# Joseph (fils de Jacob)
Pour les articles homonymes, voir Joseph et Saint Joseph.
Joseph, [en hébreu יוֹסֵף (yosef)], [en arabe :يوسف  (Yūsuf)], est un personnage de la Bible hébraïque et du Coran. Il relie la chronique d'Abraham, d'Isaac et de Jacob en Canaan à l'histoire ultérieure de la libération des enfants d'Israël de l'esclavage en Égypte.
Le Livre de la Genèse raconte que Joseph est l'un des douze fils de Jacob et le premier des deux fils (avec Benjamin) de Rachel. Il est vendu en esclavage par ses frères jaloux, mais devient l'homme le plus puissant d'Égypte aux côtés de Pharaon. Lorsque la famine frappe la terre, il fait venir les enfants d'Israël en Égypte, où ils s'installent dans le pays de Goshen. Il est le père d'Éphraïm et de Manassé, dont les descendants donneront deux des douze tribus d'Israël, celles d’Éphraïm et de Manassé.
L'historicité de Joseph reste inaccessible, aucune source égyptienne ne mentionnant ce personnage, si bien que les chercheurs laïcs voient dans cette narration un ancien mythe historicisé pour la circonstance ou un récit rétrospectif local transformé en saga nationale. La figure de Joseph ressemble à celle des héros de la littérature de nouvelles, son histoire restant en fin de compte « un type de récit qui constitue l'expression d'une théologie. Une telle narration bien comprise, est très différente de ce que l'on trouve dans le théâtre ou dans la nouvelle classiques, et si l'on cherchait à comprendre selon les catégories de ces créations littéraires, on aboutirait à une lecture erronée qui irait à l'encontre de l'essence même de ce récit ».
La critique de Joseph relève ainsi ses aspects mythiques, donnant lieu à divers types de lecture : « interprétations mythologiques, interprétations nationales et tribales, interprétations littéraires, critique historique, assimilation aux écrits sapientiaux ».

## Étymologie du nom de Joseph
L'onomastique biblique propose plusieurs pistes concernant l'étymologie du nom de Joseph.

Selon le Livre de la Genèse , Rachel enfante un premier fils après des années de stérilité malgré son union avec Jacob :
Alors Dieu se souvint de Rachel, il l'exauça et la rendit féconde. Elle conçut et elle enfanta un fils ; elle dit : "Dieu a enlevé ma honte" ; et elle l'appela Joseph, disant : "Que Yahvé m'ajoute un autre fils !" 
L'étymologie populaire proposée par la Bible hébraïque, fait dériver Joseph de asaf, qui signifie en hébreu « enlever, ôter ». Le deuxième onomastique « que l'Éternel m'ajoute un autre fils », est tirée l'autre étymologie populaire, Joseph dérivant de jasaf, « ajouter ».

## Récit Biblique

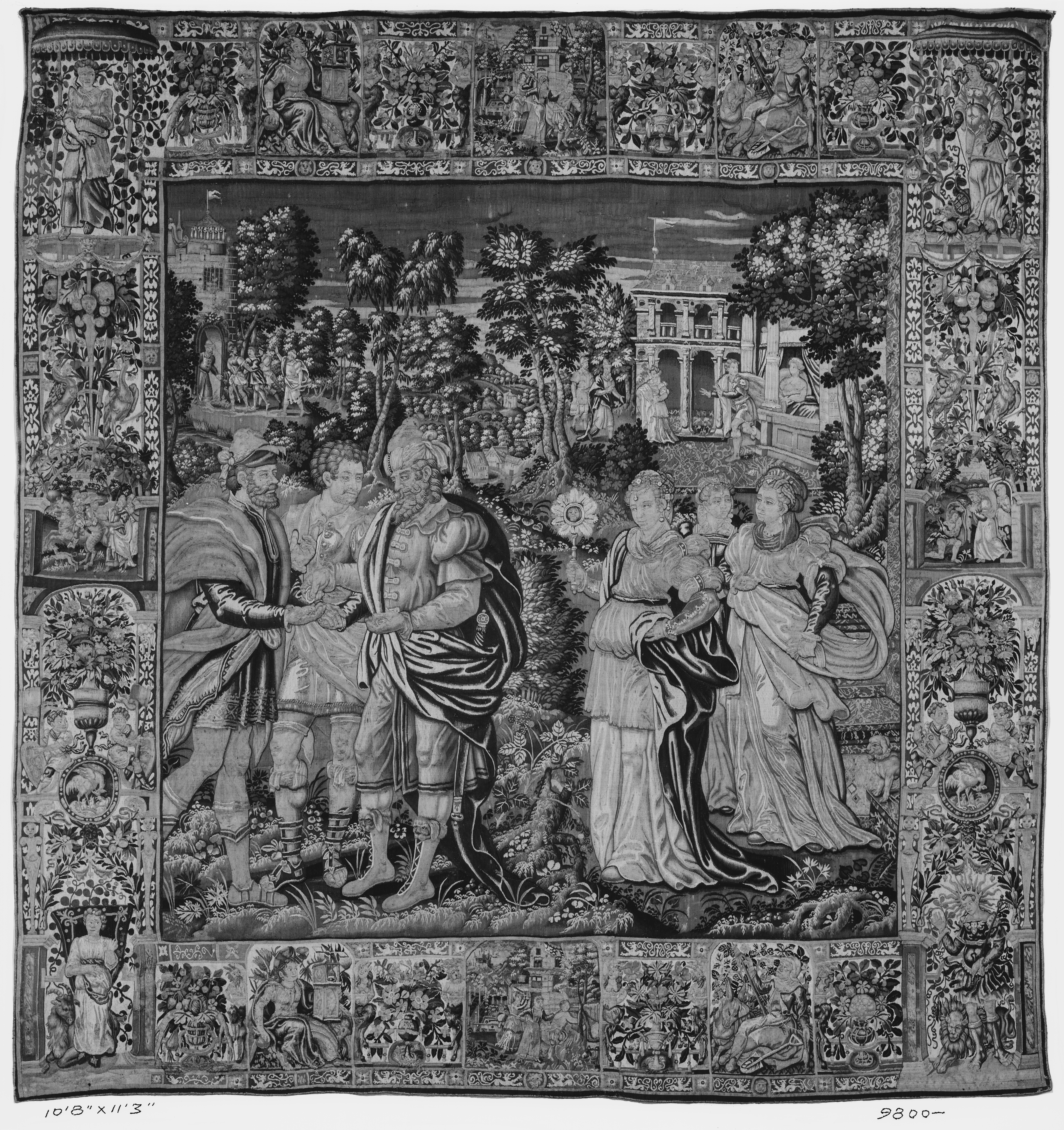
Anonyme.— Joseph vendu en esclavage et emmené en Égypte. Tapisserie du XVII.

### Structure

#### Livre de la Genèse
- Chapitre 30:22-24 : naissance de Joseph, fils de Jacob et de Rachel.
- Chapitre 37 : songes de Joseph, Joseph vendu comme esclave, envoyé en Égypte.
  - Chapitre 38 : épisode de Juda et Tamar.
- Chapitre 39 : Potiphar officier de Pharaon, sa femme infidèle, Joseph mis en prison.
- Chapitre 40 : interprétation du rêve du chef des échansons et du chef des panetiers en prison avec lui.
- Chapitre 41 : interprétation du songe de Pharaon, famine en Égypte, Joseph vice-roi d'Égypte, naissance des fils de Joseph.
- Chapitre 42 : première rencontre de Joseph avec ses frères venus acheter du blé, accusés d'espionnage, Siméon en otage.
- Chapitre 43 : seconde rencontre, avec Benjamin.
- Chapitre 44 : Benjamin trouvé coupable, Juda s'offre à la place de son frère.
- Chapitre 45 : Joseph se fait reconnaître, les frères rentrent annoncer la bonne nouvelle à leur père.
- Chapitre 46 : la famille de Jacob vient s'installer comme bergers en Égypte.
- Chapitre 47 : Jacob bénit le Pharaon, Joseph rachète toutes les terres égyptiennes pour le compte de Pharaon.
- Chapitre 48 : Jacob adopte et bénit les fils de Joseph.
- Chapitre 49 : bénédictions de Jacob à ses fils, mort de Jacob.
- Chapitre 50 : enterrement de Jacob, fin de la vie de Joseph.

#### Autres passages
- Exode 13:19 : « Moïse prit avec lui les os de Joseph ; car Joseph avait fait jurer les fils d'Israël, en disant : Dieu vous visitera, et vous ferez remonter avec vous mes os loin d'ici. »
- Josué 24:32 : « Les os de Joseph, que les enfants d'Israël avaient rapportés d'Égypte, furent enterrés à Sichem, dans la portion du champ que Jacob avait achetée des fils de Hamor, père de Sichem, pour cent kesita, et qui appartint à l'héritage des fils de Joseph. »

### Joseph vendu par ses frères
D'après le récit biblique, Joseph est le fils préféré de son père, Jacob. Celui-ci reporte probablement l'amour qu'il avait pour sa femme préférée Rachel, morte à la naissance de Benjamin, sur leur premier fils. Cette préférence du père, qui se manifeste sous la forme d'une tunique offerte en cadeau à ses 17 ans, entraîne la jalousie des demi-frères de Joseph. D'autant que Joseph leur raconte coup sur coup les deux rêves qu'il fait. Dans le premier, onze gerbes des champs (représentant ses onze demi-frères) s'inclinent devant la gerbe de blé de Joseph. Dans le second rêve, onze étoiles (représentant ses onze frères), le Soleil (Jacob ?) et la Lune (Léa ?) se prosternent devant Joseph. Le récit de ces deux rêves ne fait qu'accroître la jalousie des frères.
Un jour où Joseph rejoint ses frères partis faire paître les troupeaux, les frères complotent contre lui. L'aîné, Ruben, ne souhaite pas que Joseph soit tué. Il sera plutôt dépouillé puis jeté au fond d'un puits. Juda propose de vendre Joseph à une caravane de marchands ismaélites. Mais des marchands madianites, qui passent par là, tirent Joseph de la citerne. Ils le vendent pour vingt pièces d'argent aux ismaélites, qui l’emmènent en Égypte. Ses frères utilisent la tunique et du sang d'agneau pour faire croire à la mort de Joseph à leur père Jacob inconsolable.

Joseph et ses frères par James Tissot, 1836-1902), Musée juif (New York)
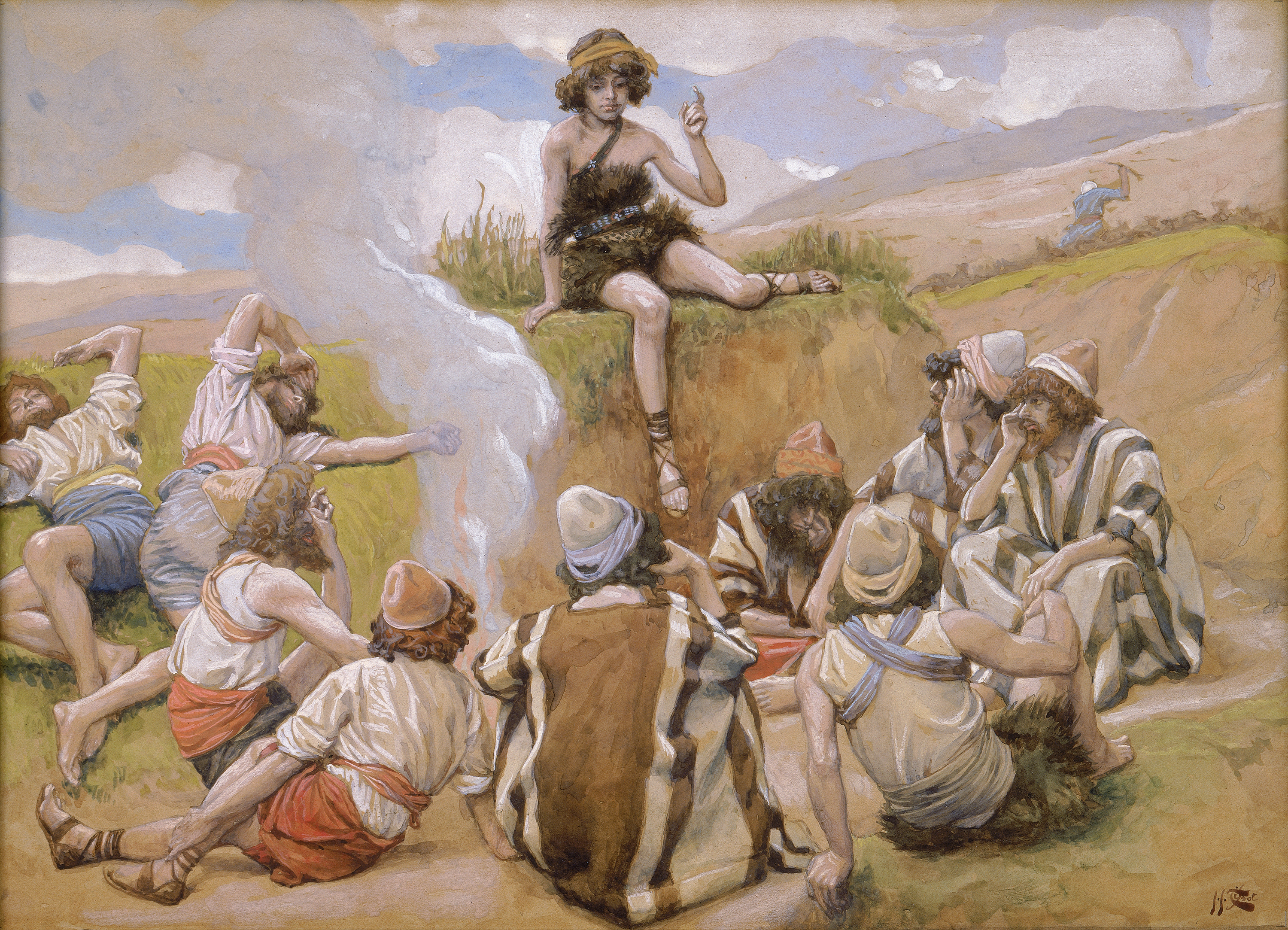
Joseph révèle son rêve à ses frères
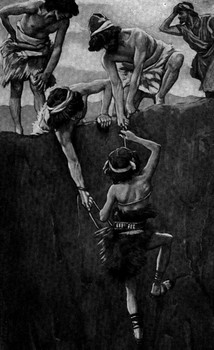
Joseph jeté dans la fosse
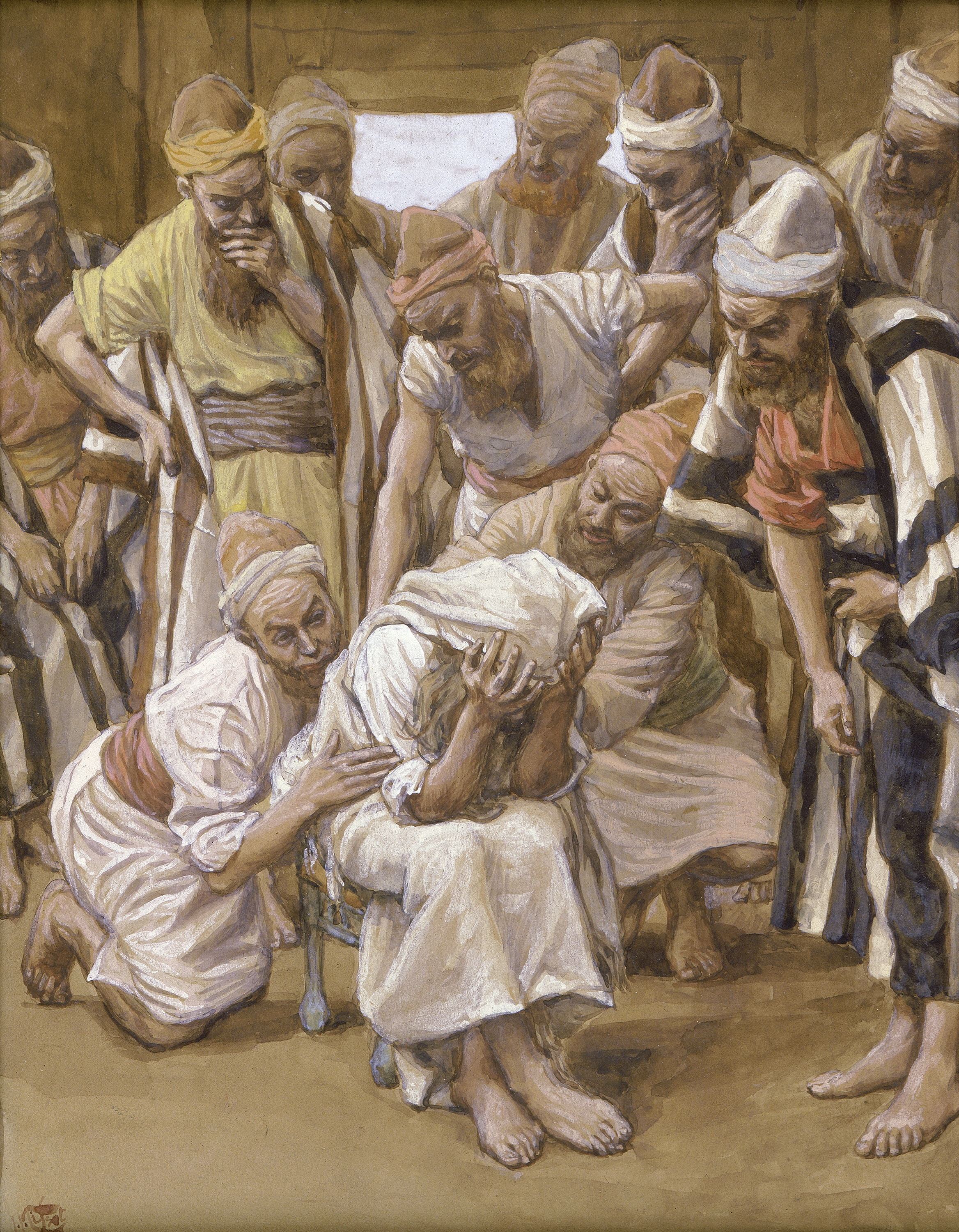
Jacob pleure son fils Joseph

### L'interprétation des rêves
Arrivé en Égypte, Joseph est revendu comme serviteur à Potiphar, officier du roi. Il fait prospérer les affaires de celui-ci et devient rapidement son intendant. Pendant plusieurs années il gère ses biens. Un jour, Joseph refuse les avances de la femme de Potiphar ; elle raconte alors à son époux qu’il a tenté de la séduire. Joseph est envoyé en prison.
Joseph partage sa cellule avec le maître-échanson et le maître-panetier de Pharaon. Un matin, ses deux compagnons se réveillent en ayant fait chacun un rêve. Joseph, grand oniromancien, interprète leurs rêves. Il prédit au maître-échanson qu’il sera innocenté et qu'il retrouvera ses fonctions auprès du roi : il prédit au maître-panetier qu'il sera pendu et mangé par les oiseaux. Trois jours plus tard, ces prédictions se réalisent.
Le maître-échanson ne se souvient de Joseph que trois ans plus tard lorsque Pharaon fait un rêve interprété de différentes façons : un mage dit que les sept épis et les vaches représentent sept provinces perdues et sept provinces gagnées. Un autre dit encore que sept princes seront tués par sept princes mariés à sept princesses qui tueront leurs sept maris puis seront tuées par leurs sept fils qui seront tués par sept princes. Le maître-échanson raconte alors au Pharaon comment Joseph a interprété son rêve et lui demande de le faire sortir de prison. Joseph dit alors au Pharaon que les sept beaux épis et vaches sont des années d'abondance et que les sept maigres épis et vaches sont des années de famine. Il lui demande ensuite de choisir un homme sage et juste pour veiller à ceci. Pharaon dit alors : C'est toi qui t'en occuperas. Je suis le Pharaon, mais nul en Égypte ne lèvera le pied sans ton consentement. Joseph défile alors en Égypte entouré des Grands du pays et est acclamé par la foule.

Joseph en Egypte par James Tissot 1836-1902, Musée juif (New York)
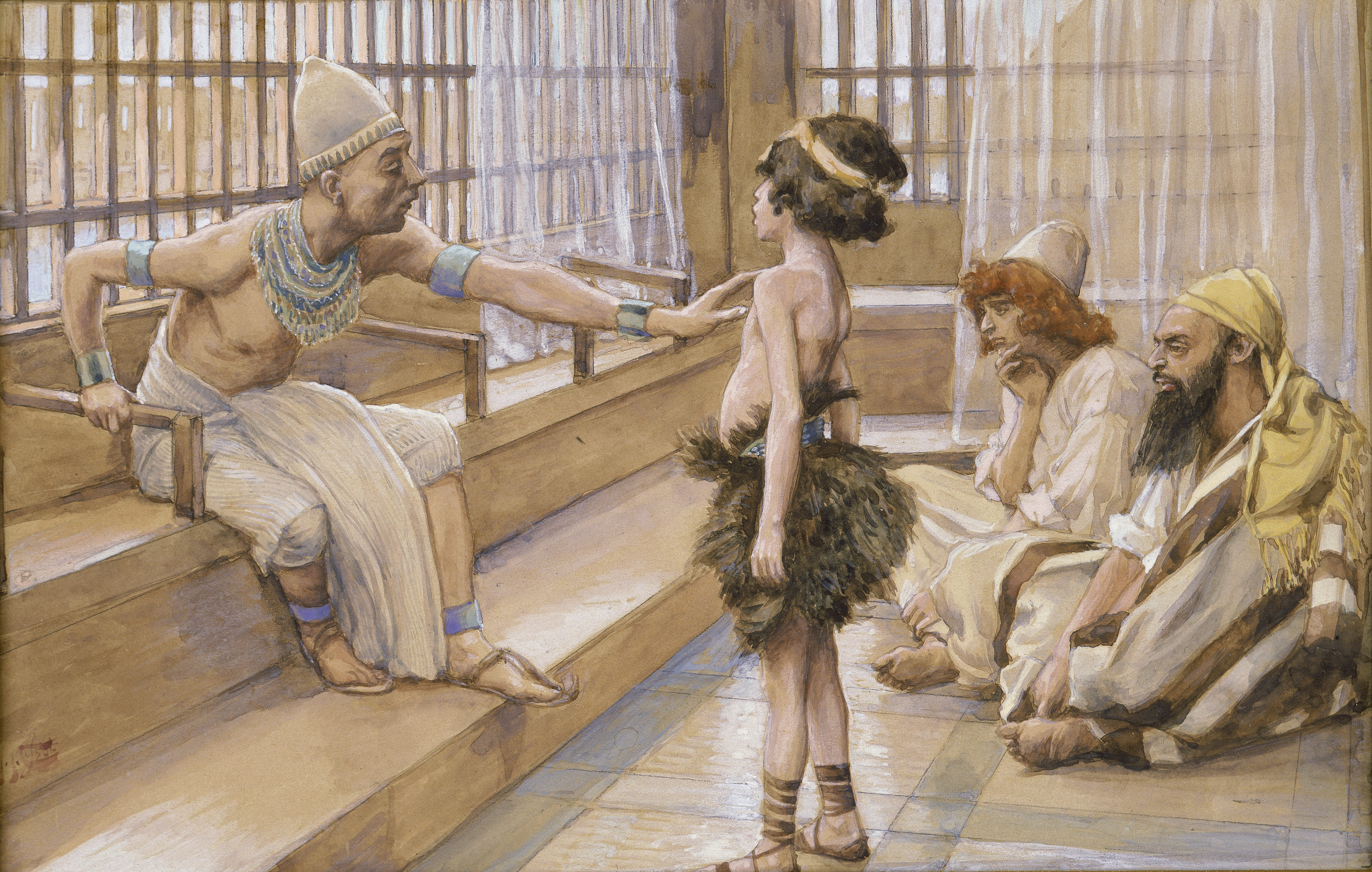
Joseph vendu en Égypte
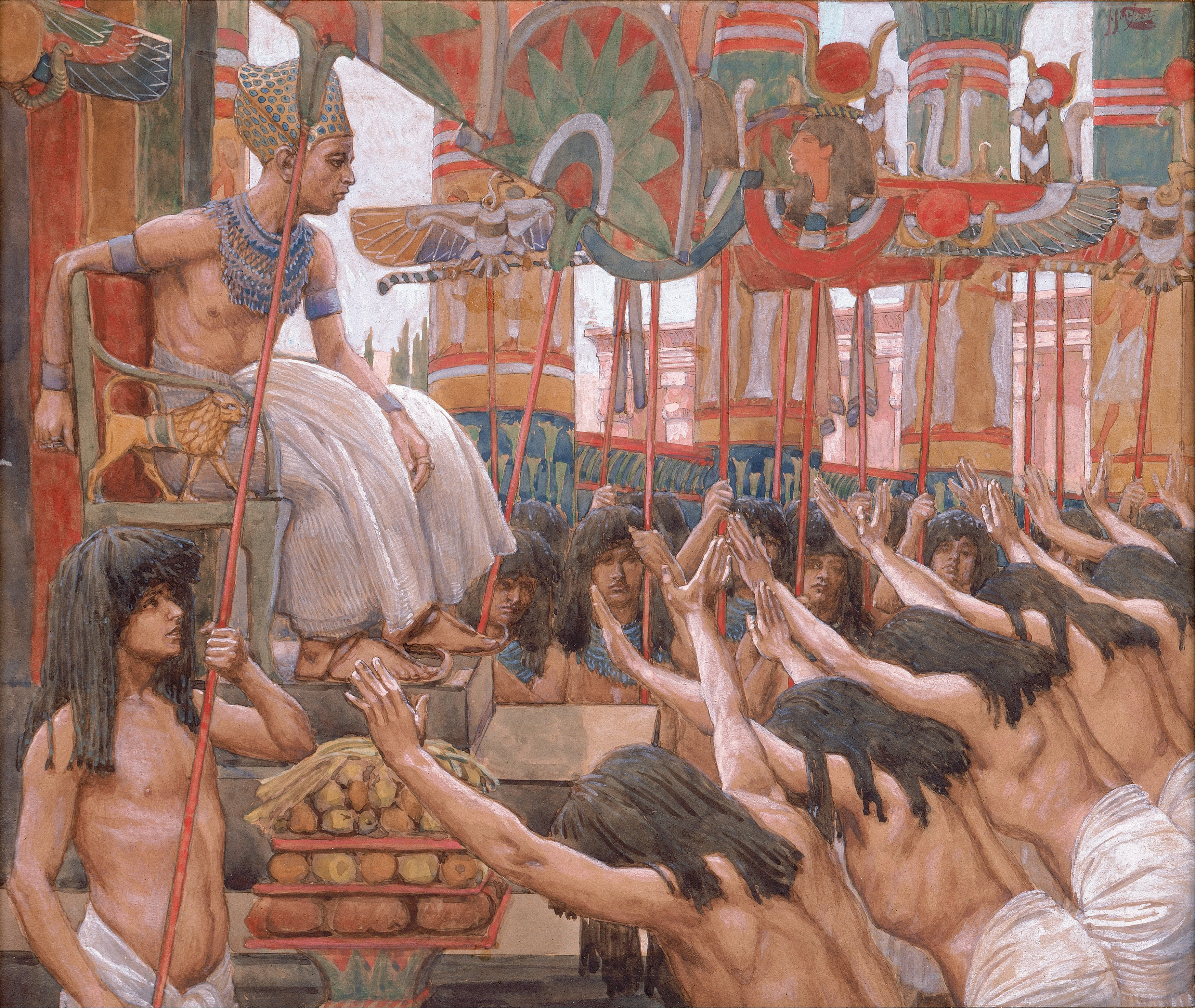
Joseph réside en Égypte
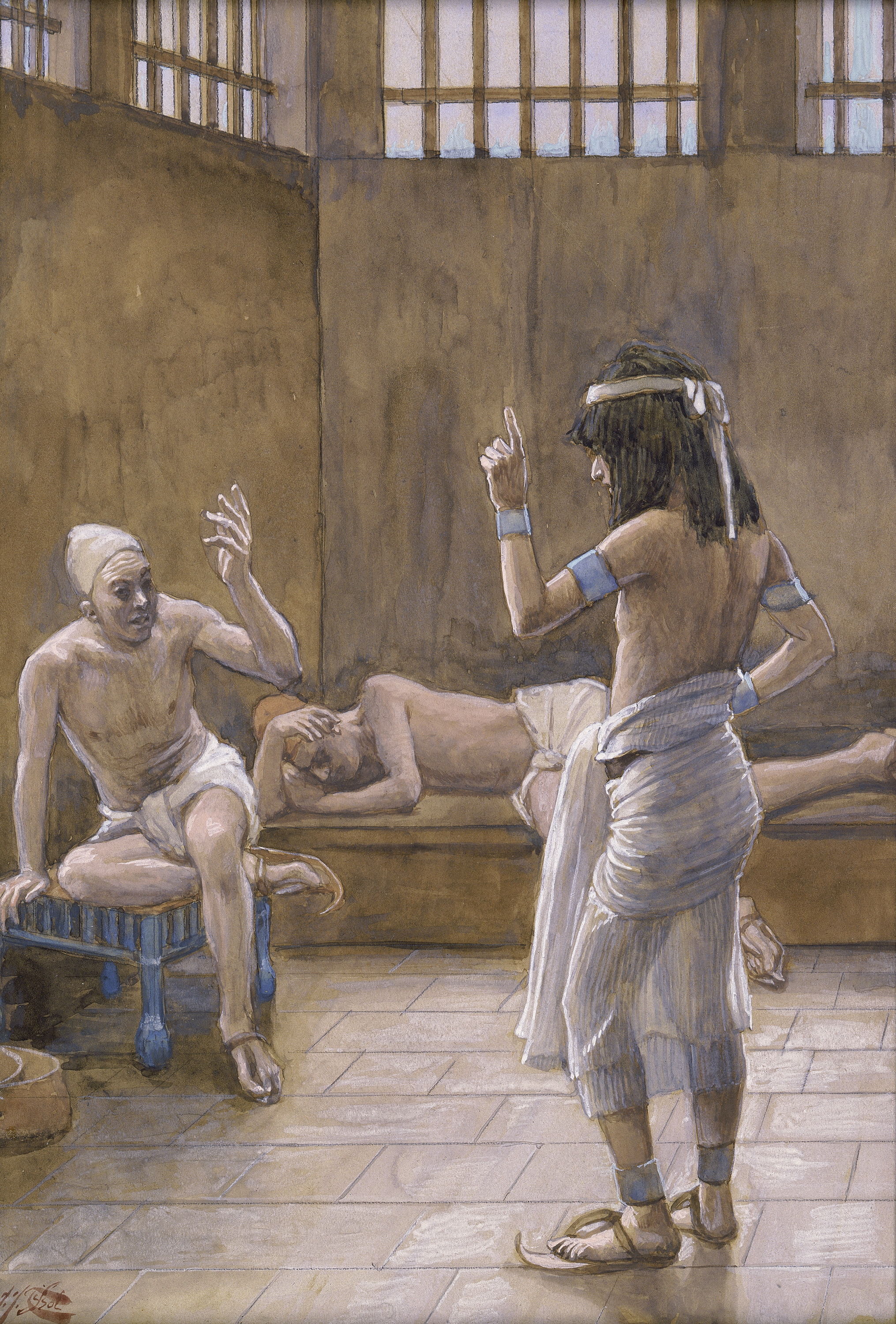
Joseph en prison, interprète les rêves
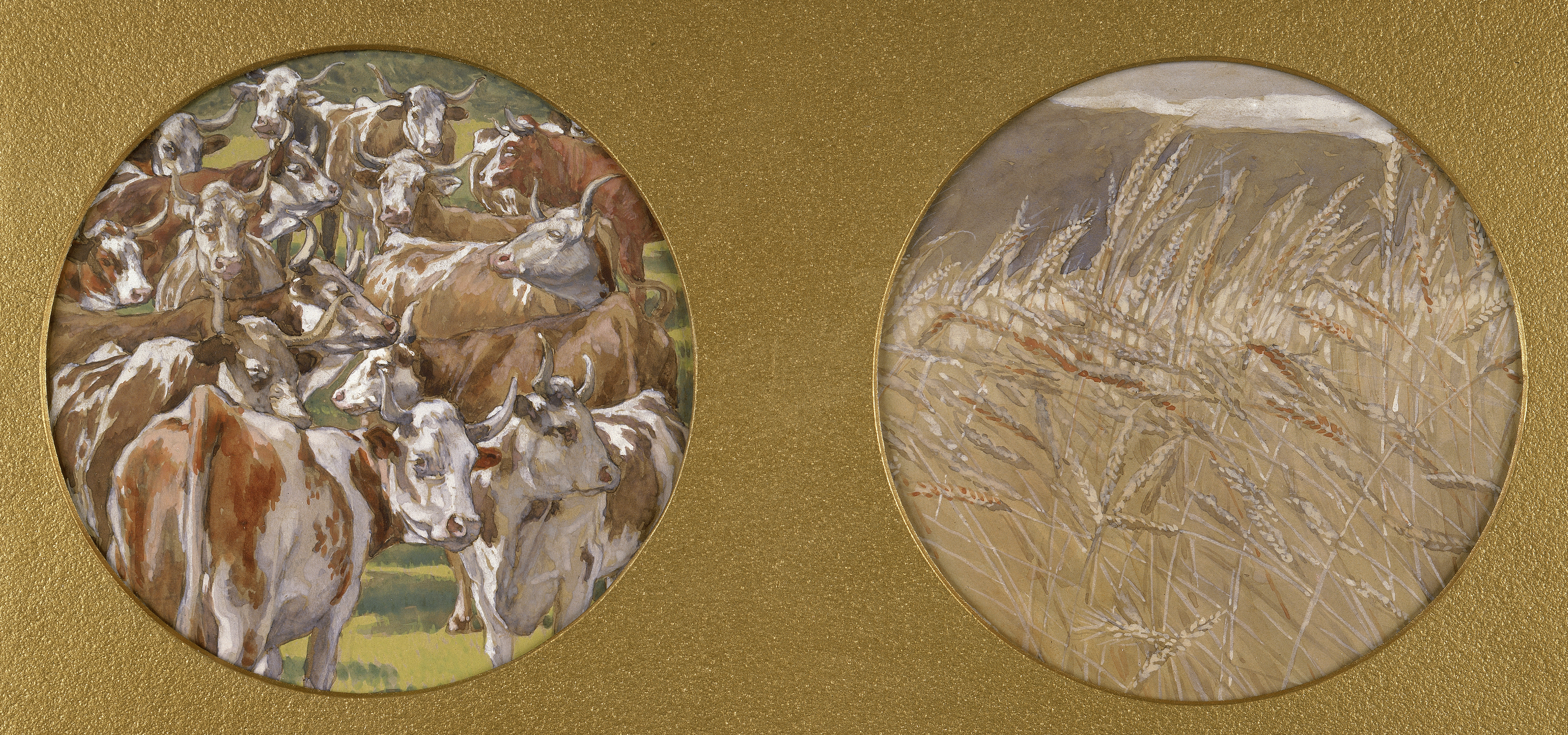
Les Rêves de Pharaon
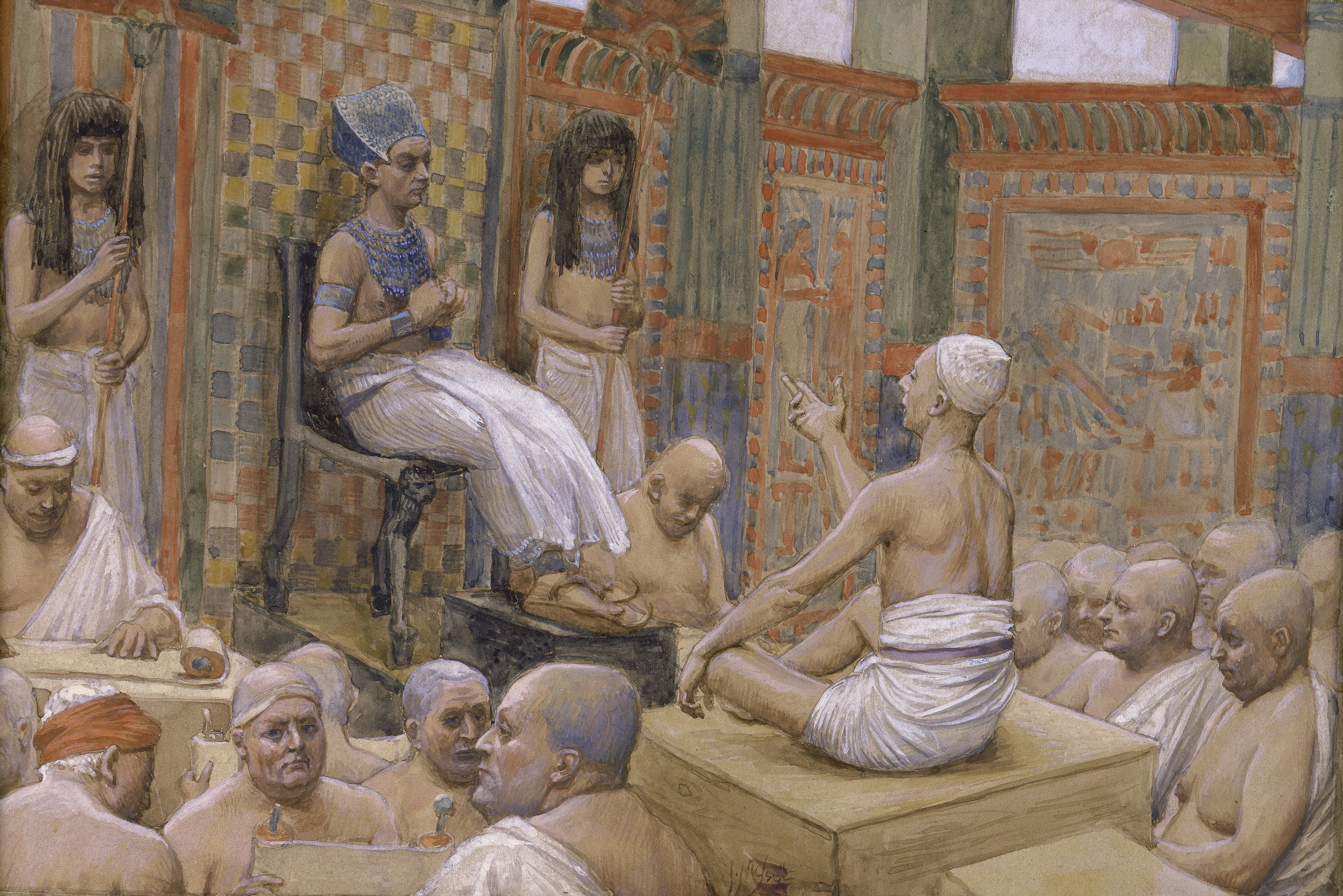
Joseph interprète les rêves de Pharaon
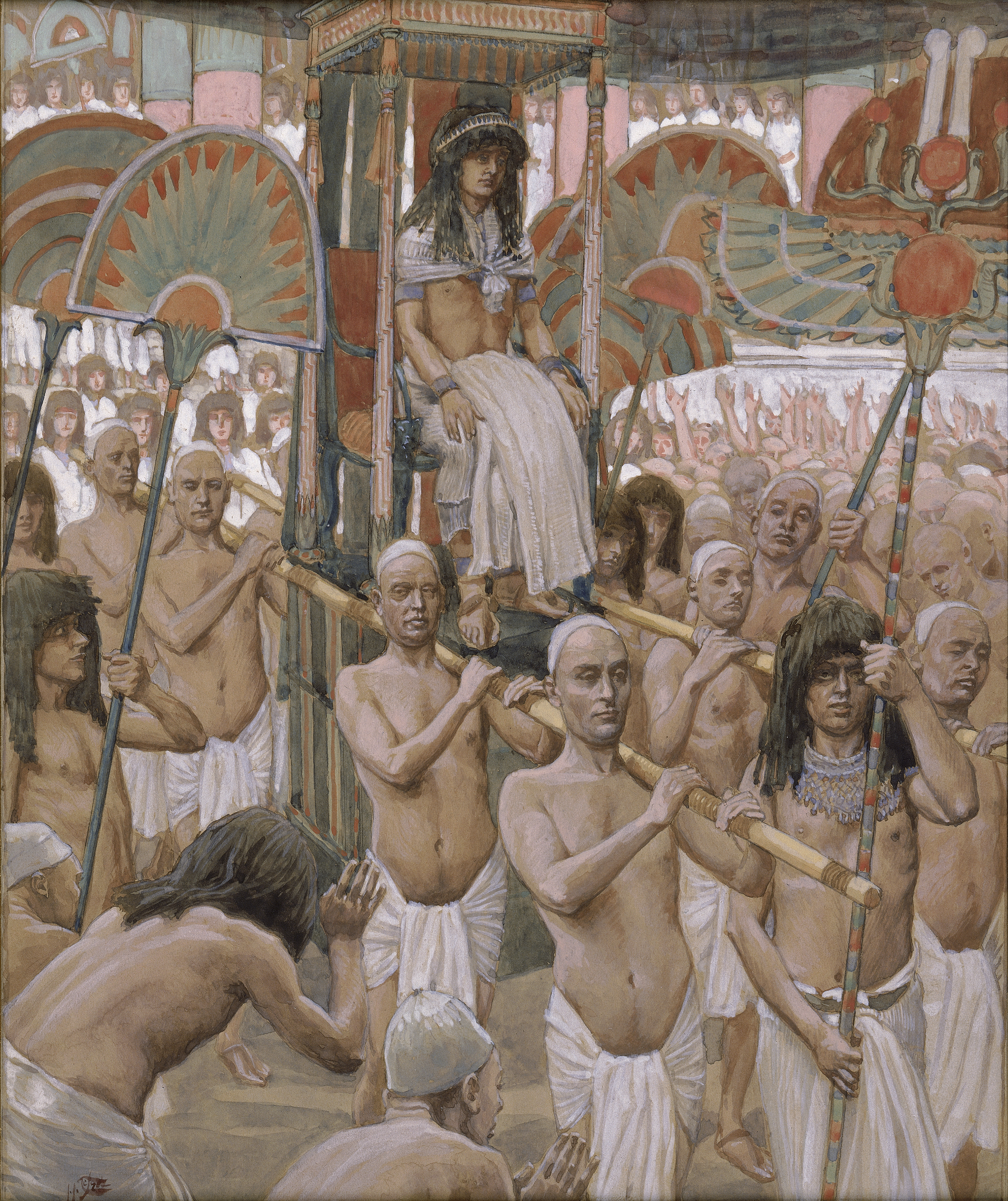
La Gloire de Joseph

### Vice-roi d'Égypte
Joseph se marie à Asnath et en a deux fils : Manassé et Éphraïm. Après sept années d'abondance pendant lesquelles Joseph organise la constitution de réserves, la famine s'abat sur toute la région et conduit les populations environnantes à venir s'approvisionner en Égypte. Jacob envoie tous ses fils, sauf Benjamin, acheter du grain. Joseph les reconnaît mais ses frères ne le reconnaissent pas car il a beaucoup changé avec l'âge et il a désormais l'allure d'un vice-roi d'Égypte. Il fait accuser ses dix frères d'espionnage et emprisonne Siméon pour obliger les autres à revenir avec Benjamin, le dernier des frères. Lorsqu'ils reviennent en Égypte, Joseph est ému de revoir son petit frère. Il les fait repartir ensemble mais fait placer une coupe dans le sac de Benjamin pour les accuser de vol. Juda se dévoue pour que Benjamin puisse rentrer auprès de leur père. Voyant que ses frères ont retenu la leçon, Joseph révèle son identité à ses frères, puis il leur pardonne (c'est Dieu qui m'a fait venir ici). Il invite son père et toute sa famille à venir s'installer en Égypte. La veille de sa mort, le cœur gonflé de joie, Jacob dit alors à Joseph :
« Je peux mourir à présent mon fils, puisque je t'ai vu. »

Joseph pardonne à ses frères par James Tissot 1836-1902, Musée juif (New York)
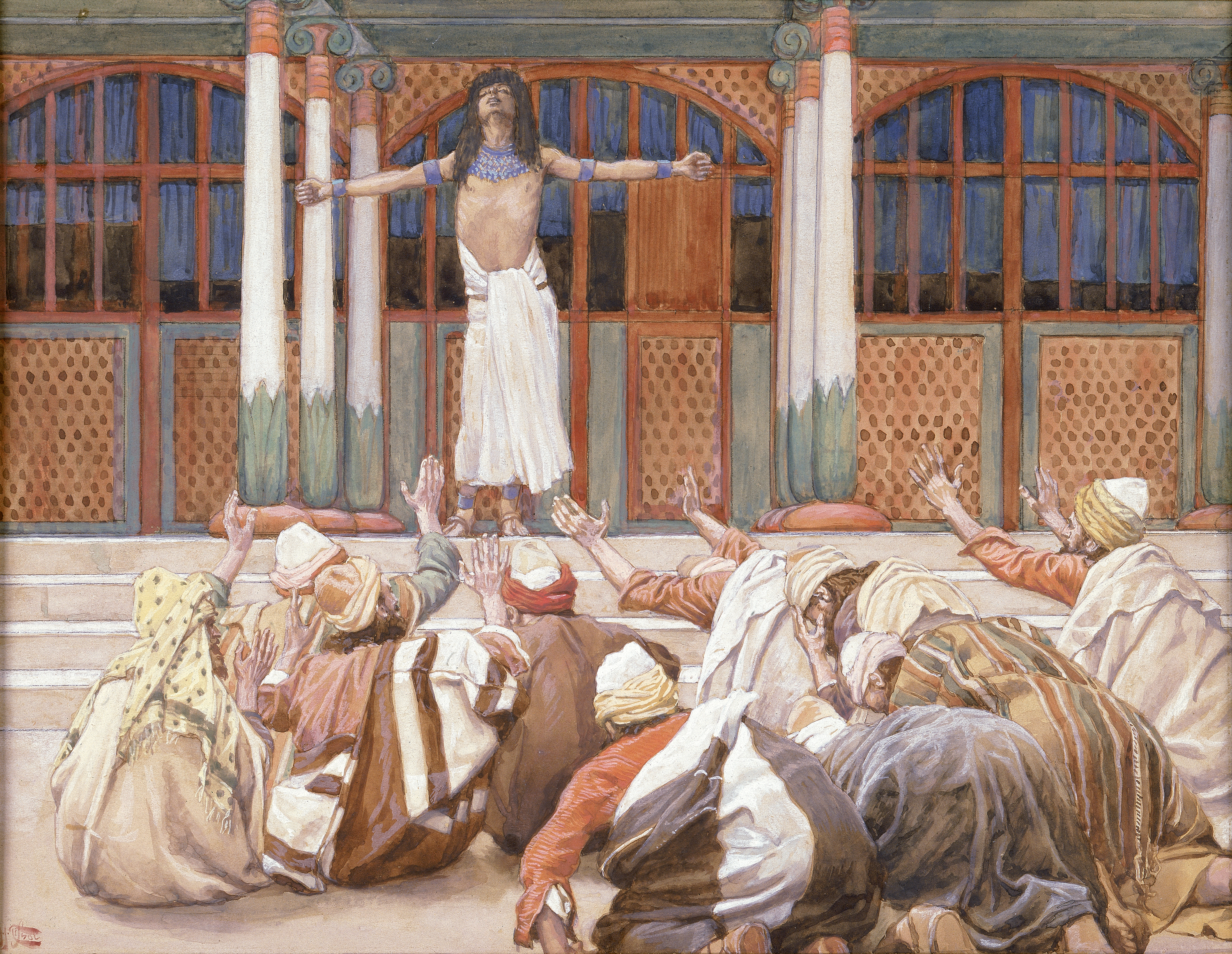
Joseph se fait connaître de ses frères
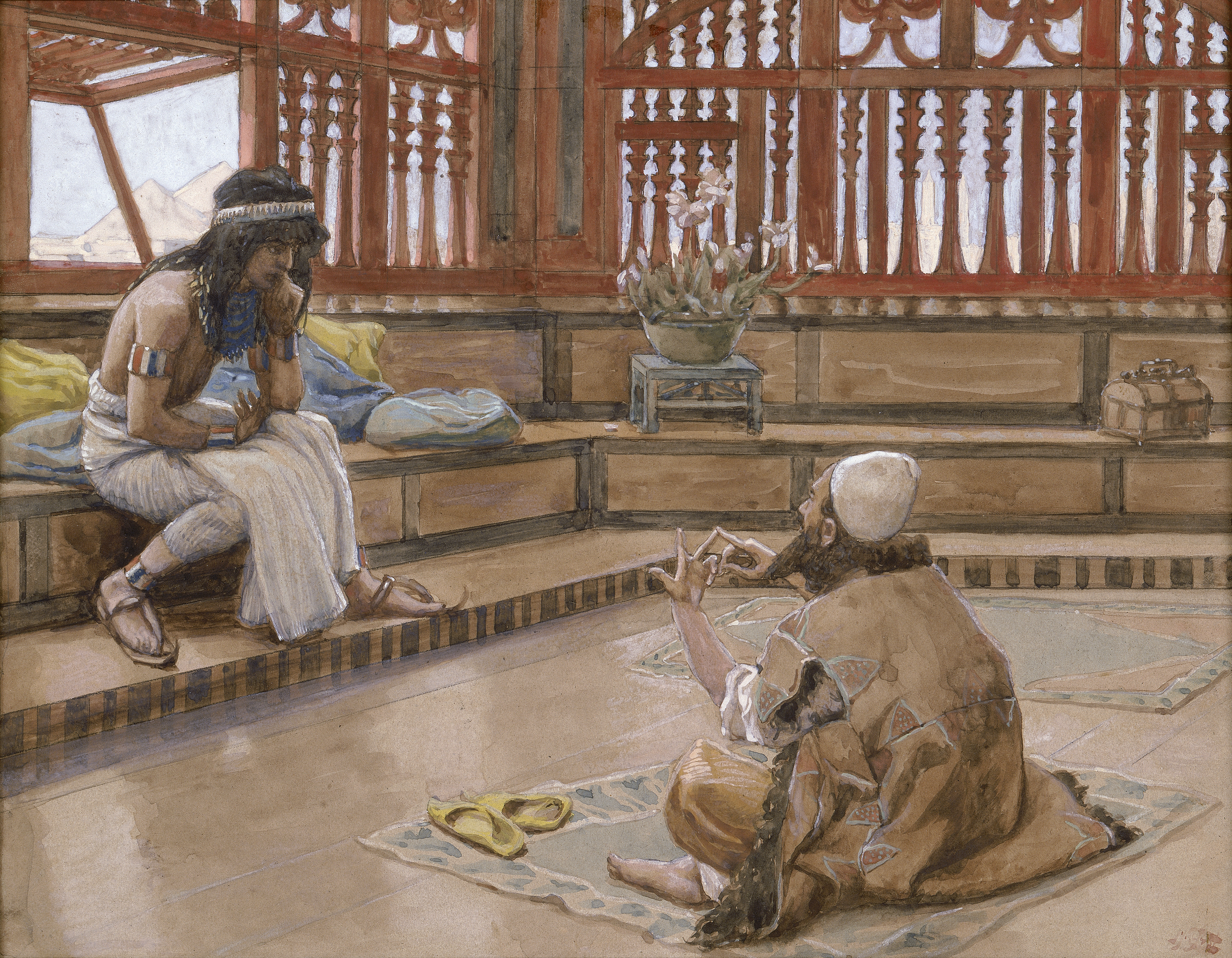
Joseph s'entretient avec son frère Juda
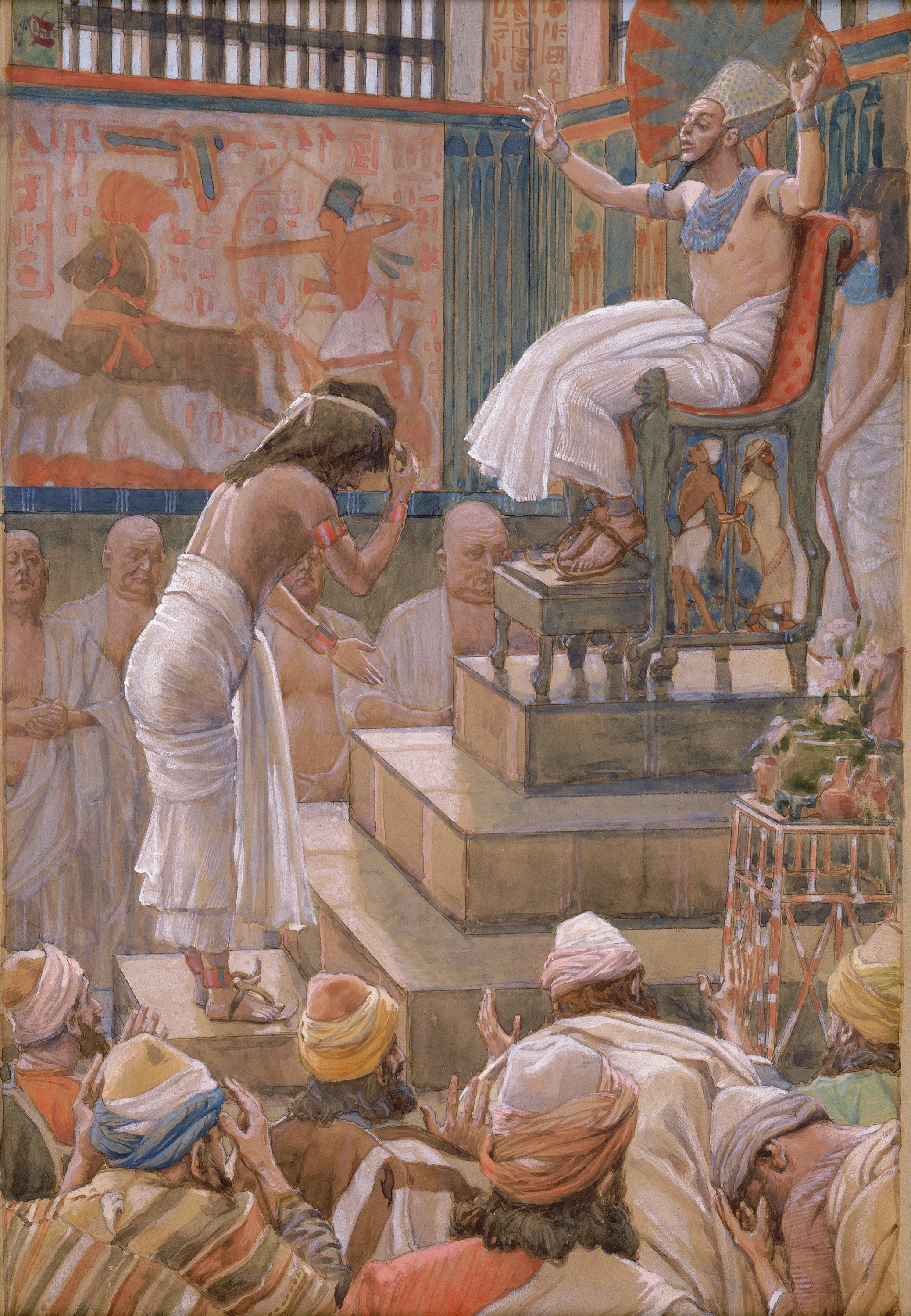
Joseph et ses frères accueillis par Pharaon

### Les tuniques de Joseph

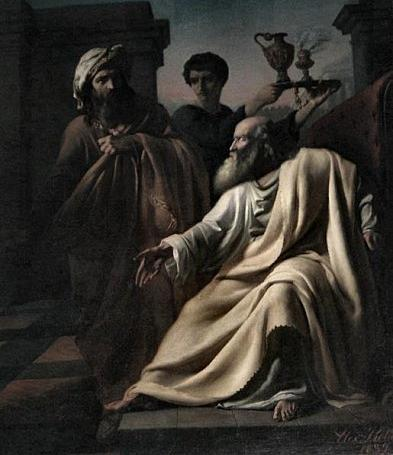
Alexandre Robert, Jacob recevant la robe ensanglantée de son fils Joseph (toile terminée en 1841).

#### La tunique offerte par Jacob
Joseph étant le fils préféré de Jacob, celui-ci lui offrit une tunique en cadeau lors de ses 17 ans. Cette tunique n'était pas ordinaire : elle avait été conçue par Jacob, et était de plusieurs couleurs (Genèse 37, verset 3). On affirme qu'il y aurait une signification bien précise pour chaque couleur telle que l'autorité pour le rouge, la sainteté pour le blanc… La tunique de Joseph aurait été brodée de fils de couleur entrelacés dans le tissu et créant différents motifs. Pour certains, cette tunique multicolore représenterait la transmission de la prophétie de Jacob à son fils ou encore la faveur divine.
En tout cas, ce manteau amplifia la jalousie et la haine que ses onze demi-frères lui portaient. Après le piège qu’ils lui avaient tendu, en jetant Joseph dans un puits profond, ils se servirent de la tunique pour prouver à leur père qu’ils ne mentaient pas (Genèse 37, verset 31). Le tableau de Diego Velázquez, Jacob recevant la tunique de Joseph, illustre cette dernière scène.

#### Chez Potiphar
Il est question une seconde fois des vêtements de Joseph lors de l'épisode de la femme de Potiphar. Cette tunique, abandonnée aux mains de la femme de son maître pour lui échapper au moment où elle veut le forcer à coucher avec elle, représente sa chasteté et la fidélité à son maître (Genèse 39, versets 12-18).

### Inhumation de Joseph
Joseph a vécu jusqu'à l'âge de 110 ans, vivant suffisamment longtemps pour connaître ses arrière-petits-enfants. Avant de mourir, il fit jurer aux enfants d'Israël que lorsqu'ils quitteraient le pays d'Égypte, ils emporteraient ses os avec eux, et à sa mort, son corps fut embaumé et placé dans un cercueil en Égypte (Genèse 50, versets 22-26).

## Commentaires du texte biblique

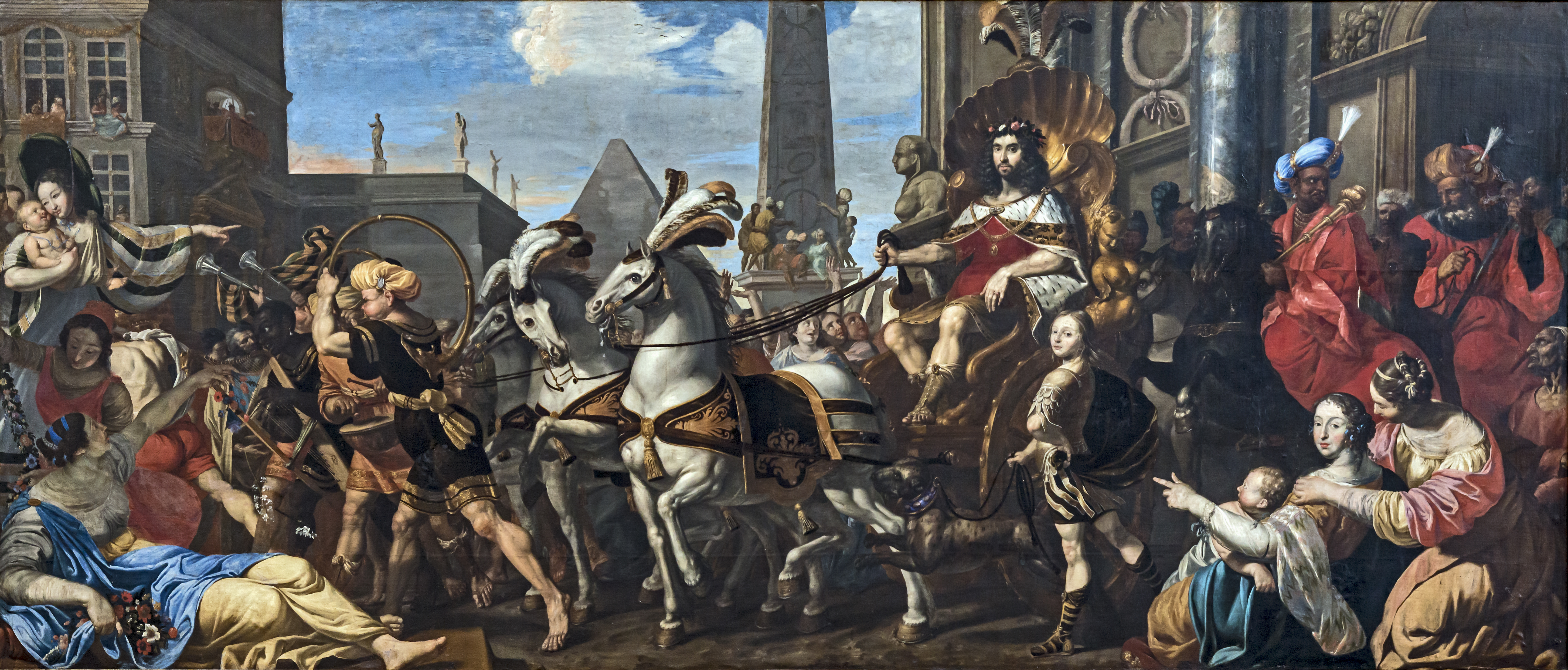
Le triomphe de Joseph, cathédrale de Toulouse.

Au début du XXe siècle Hermann Gunkel a suggéré que, contrairement aux histoires d'Abraham, d'Isaac et de Jacob, celle de Joseph forme une seule histoire avec des origines littéraires plutôt qu'orales. En 1953, Gerhard von Rad a fait une évaluation détaillée de son style littéraire et a attiré l'attention sur le fait qu'il s'agissait d'une littérature de Sagesse. En 1968 Roger Norman Whybray a fait valoir que l'unité de style impliquait un auteur unique, une œuvre maîtresse et non un texte composite. Ces trois idées sont maintenant largement acceptées, et la majorité des biblistes modernes datent l'histoire de Joseph dans sa forme actuelle au plus tôt du Ve siècle av. J.-C. (époque perse).

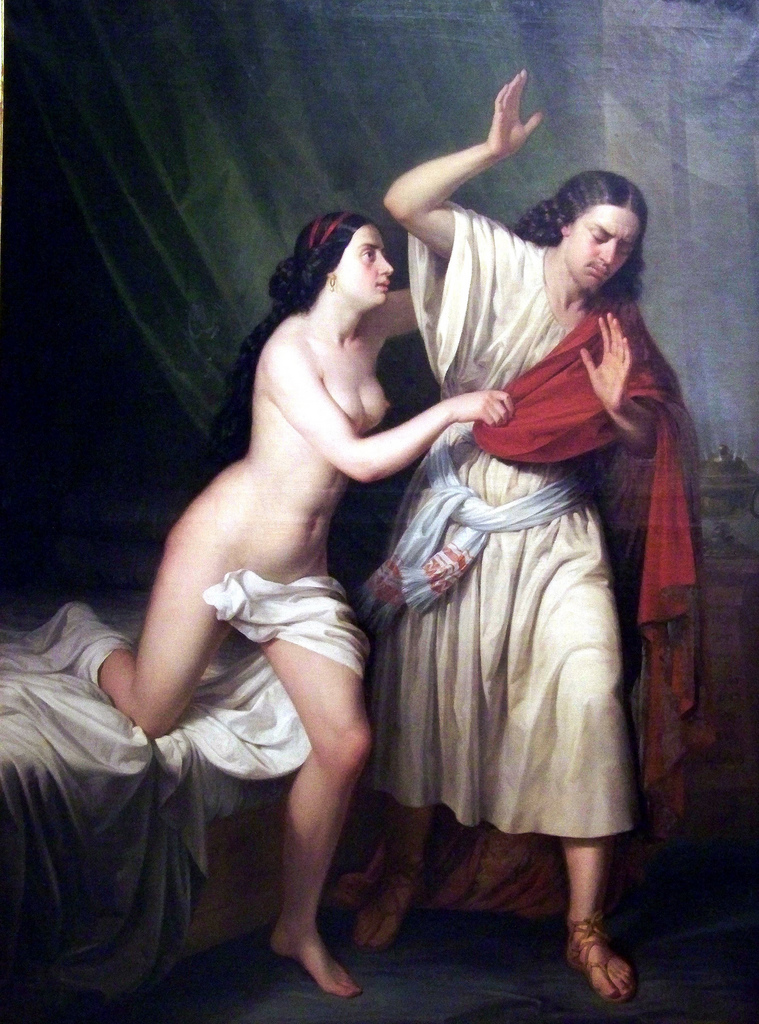
Joseph et la femme de Putiphar, tableau d'Antonio María Esquivel, 1854.

Nombreuses furent les tentatives pour retrouver l'histoire de la rédaction, y compris le travail de Donald Redford. Sa théorie affirme que la première version de l'histoire est originaire du royaume du Nord (Israël) et était destinée à justifier la domination de la « maison de Joseph » sur les autres tribus ; cela a été suivi par un ajout (chapitres 38 et 49) élevant Juda comme le successeur légitime de Jacob ; et enfin divers embellissements ont été ajoutées pour que l'histoire fonctionne comme le pont entre la matière Abraham-Isaac-Jacob dans la Genèse et l'histoire de Moïse dans l'Exode. Cependant plusieurs approches récentes du cycle de Joseph lui attribuent une origine souvent nettement moins ancienne, la datation du premier stade littéraire pouvant ne remonter qu'à l'époque hellénistique.
L'analyse littéraire du cycle de Joseph suggère que son histoire est une rédaction post-sacerdotale qui cherche à créer un lien littéraire entre les patriarches et l'Exode grâce à l'idée d'une descente des pères en Égypte. Cette histoire est probablement conçue en Égypte, peut-être à Éléphantine ou plus probablement dans la région du Delta (le « Gessen » biblique), avec des rédactions et relectures postérieures qui ont eu lieu à l'époque ptolémaïque (le judaïsme égyptien ayant réussi, par ruse ou subversion, à introduire ses conceptions théologiques dans la Torah globalement élaborée par le judaïsme issu de la Golah (en) babylonienne), ce qui décale la finalisation de la Torah traditionnellement associée à l'époque perse.
La théorie actuelle acceptée par plusieurs chercheurs est que le cycle de Joseph est une histoire écrite pour mettre en évidence l'identité juive de la diaspora en Égypte et l'intégration juive dans la diaspora égyptienne, Joseph représentant un modèle d'ascension sociale dans ce pays hôte jusqu'à laisser la marque de sa sagesse dans l'administration. Mais, « à la différence d'autres nouvelles traitant de la vie en diaspora, il n'y a pas, dans le roman de Joseph, de concurrence entre la réussite sociale et la parfaite intégration du principal protagoniste dans la société égyptienne » (cf. notamment son mariage avec Asnath, fille d'un prêtre égyptien ou l'acquisition d'un nom égyptien) et ses convictions religieuses.

## Commentaires du texte coranique

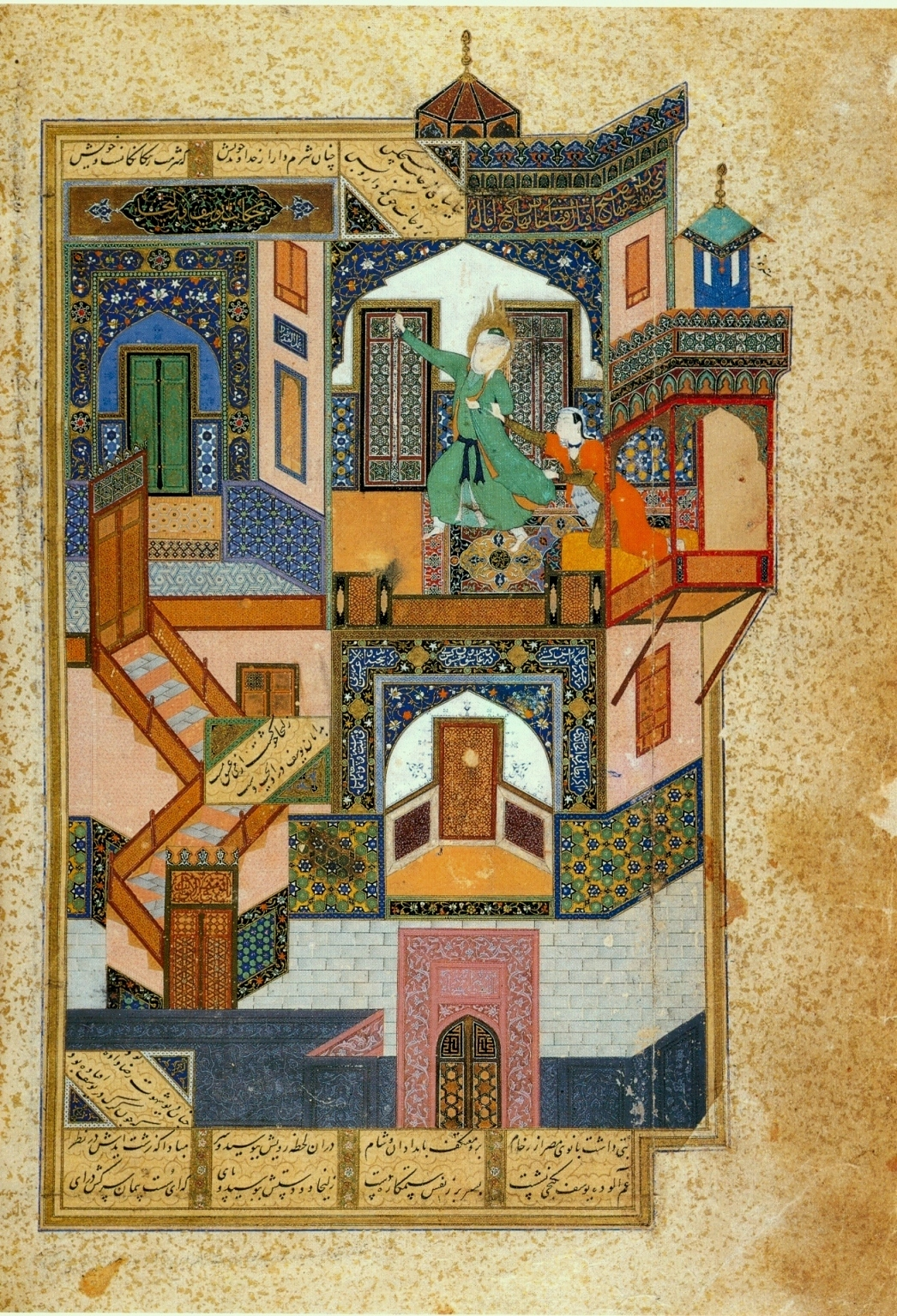
Joseph et la femme de Putiphar, miniature de Behzad (1488).

Le Coran raconte l'histoire de Joseph comme celle d'un grand prophète. Ahmad ibn Muhammad al-Tha'labi a voulu donner au prénom Joseph une origine arabe, le faisant dériver d’asaf, « tristesse » ou d’asīf, « désolé » (ou « adorateur »). Le récit musulman de l'histoire de Joseph est construit à partir du récit biblique mais intègre aussi des éléments provenant des commentaires juifs des premiers siècle avant notre ère. Il reprend la généalogie de la Genèse : Joseph est le fils de Jacob mais comme pour les autres personnages bibliques, le récit coranique varie sur plusieurs points avec celui de la Bible hébraïque.
Le nom de Joseph apparaît vingt-six fois dans le Coran et son nom a été donné à la sourate 12 (Yusuf). Dans la sourate 6 (Al-An'am), il est évoqué au milieu d'autre figures bibliques. La sourate 40 (Al-Ghafir) évoque un homme appelé Joseph mais certains commentateurs comme Zamakhshari ont supposé, en raison d'incohérences, que ce nom concernait un autre Joseph, inconnu ailleurs. La sourate 12 est formée comme un récit comprenant majoritairement une suite de paroles. Les premiers versets précisent qu’il s’agit de la meilleure histoire révélée.
La noblesse de Joseph a été célébrée dans la tradition musulmane. Le Coran décrit de plus la figure de Zulaykha, femme ayant tenté de séduire Joseph. Aujourd'hui encore, Joseph reste une source d'inspiration pour les poètes ou cinéastes musulmans.

## Représentations
Le personnage de Joseph a donné lieu à de nombreuses créations artistiques.

### Littérature
- L'union de Joseph avec Asnath, une femme païenne, n'est pas sans faire scandale. Le roman de Joseph et Aséneth écrit en grec par un juif d’origine égyptienne, est composé au plus tard au début du IIe siècle, dans le but de surmonter ce scandale. Roman d'amour allégorique probablement à vocation apologétique, il donne à cette union une dimension religieuse et même mystique, en exposant la conversion d'Aséneth au Dieu d'Abraham.
- Thomas Mann lui a consacré sa tétralogie romanesque Joseph et ses frères.
- Des épisodes de la vie de Joseph sont contés et illustrés dans les manuscrits de l'Histoire ancienne jusqu'à César connu par plusieurs copies comme celle du Manuscrit Ms 562 de la Bibliothèque municipale de Dijon, l'Histoire ancienne jusqu'à César[19].

### Arts du spectacle
- Joseph est un opéra en trois actes d'Étienne Nicolas Méhul, sur un livret d'Alexandre Duval, donné pour la première fois à Paris le 17 février 1807.
- Andrew Lloyd Webber a écrit une comédie musicale Joseph and the Amazing Technicolor Dreamcoat.

### Peinture
- Cycle de six tondi par le Maître de la Légende de Joseph, vers 1490-1500 (musées de Berlin, Munich et New-York).
- Joseph vendu par ses frères,  L'Arrestation des frères de Joseph, Recherche de la coupe volée, Découverte de la coupe volée dans le sac de Benjamin, Le Bacchiacca, environ 1515-1516, Galerie Borghèse, Rome.
- L'Arrestation des frères de Joseph, Le Bacchiacca, environ 1515-1516, Galerie Borghèse, Rome.
- Joseph reconnu par ses frères (Paris, École nationale supérieure des beaux-arts), est un tableau de Girodet, peint en 1789, qui lui valut le premier prix de Rome.
- Omasis ou Joseph en Égypte, tragédie de Pierre Baour-Lormian, créée en 1806 et qui inspira l'opéra de Méhul.
- Joseph accusé par la femme de Potiphar (Washington, National Gallery of Art), est un tableau de Rembrandt (1606-1669), peint en 1655.
- Joseph recevant l'anneau de Pharaon de Giambattista Tiepolo, 1732-1735, conservé à la Dulwich Picture Gallery de Londres[20].
- Joseph vendu par ses frères, Alexandre-Gabriel Decamps, 1838, Wallace Collection, Londres[21]

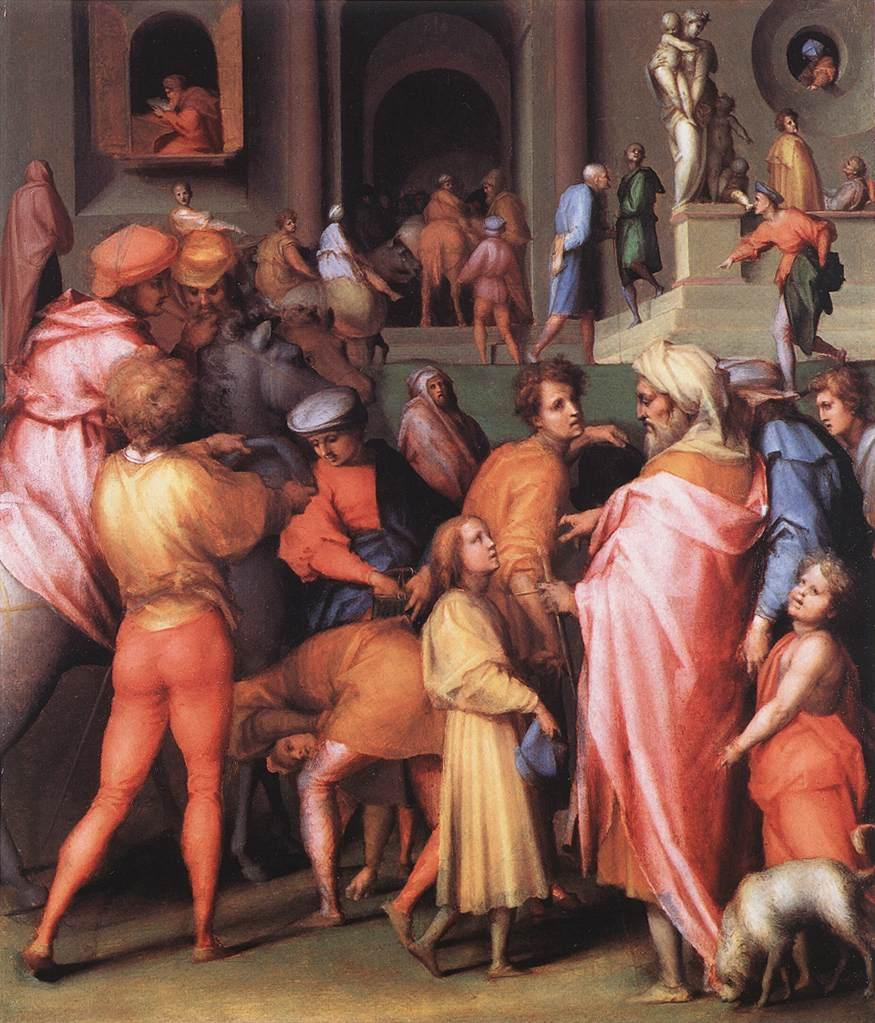
Joseph vendu à Potiphar Pontormo, vers 1515 National Gallery, Londres
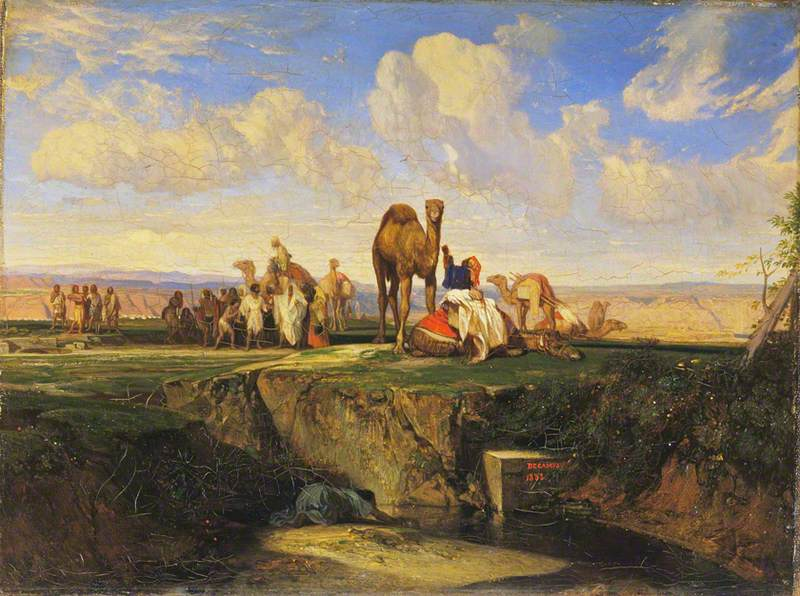
Joseph vendu par ses frères Alexandre-Gabriel Decamps, 1838 Wallace Collection
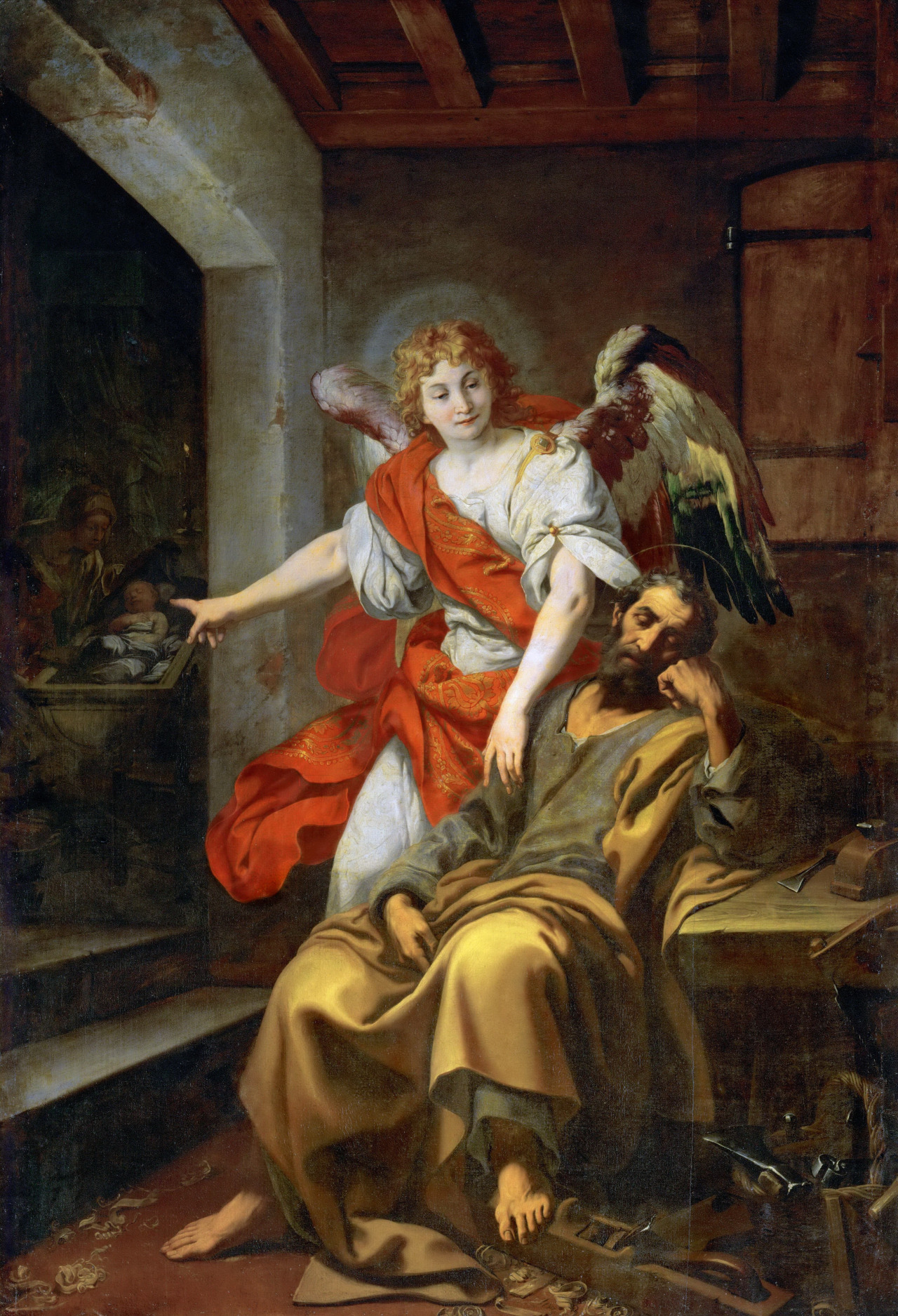
Le Songe de Joseph, Daniele Crespi (1625), Kunsthistorisches Museum, Vienne.
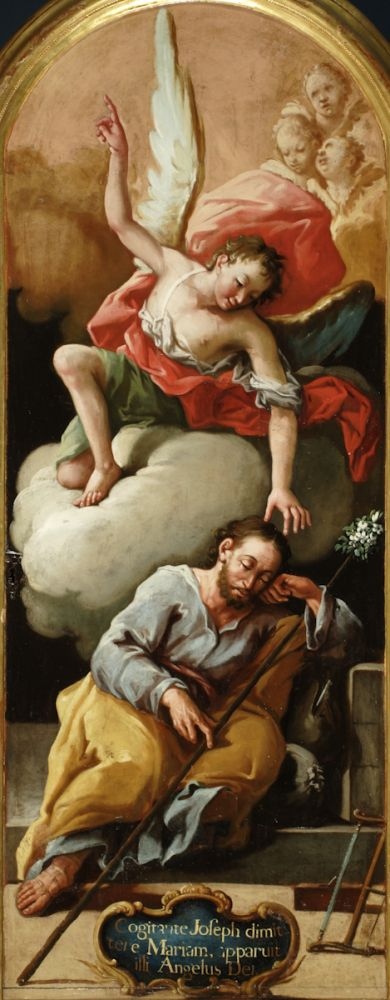
Le Songe de Joseph José Luzán (1765-1770) musée des Beaux-Arts de Saragosse
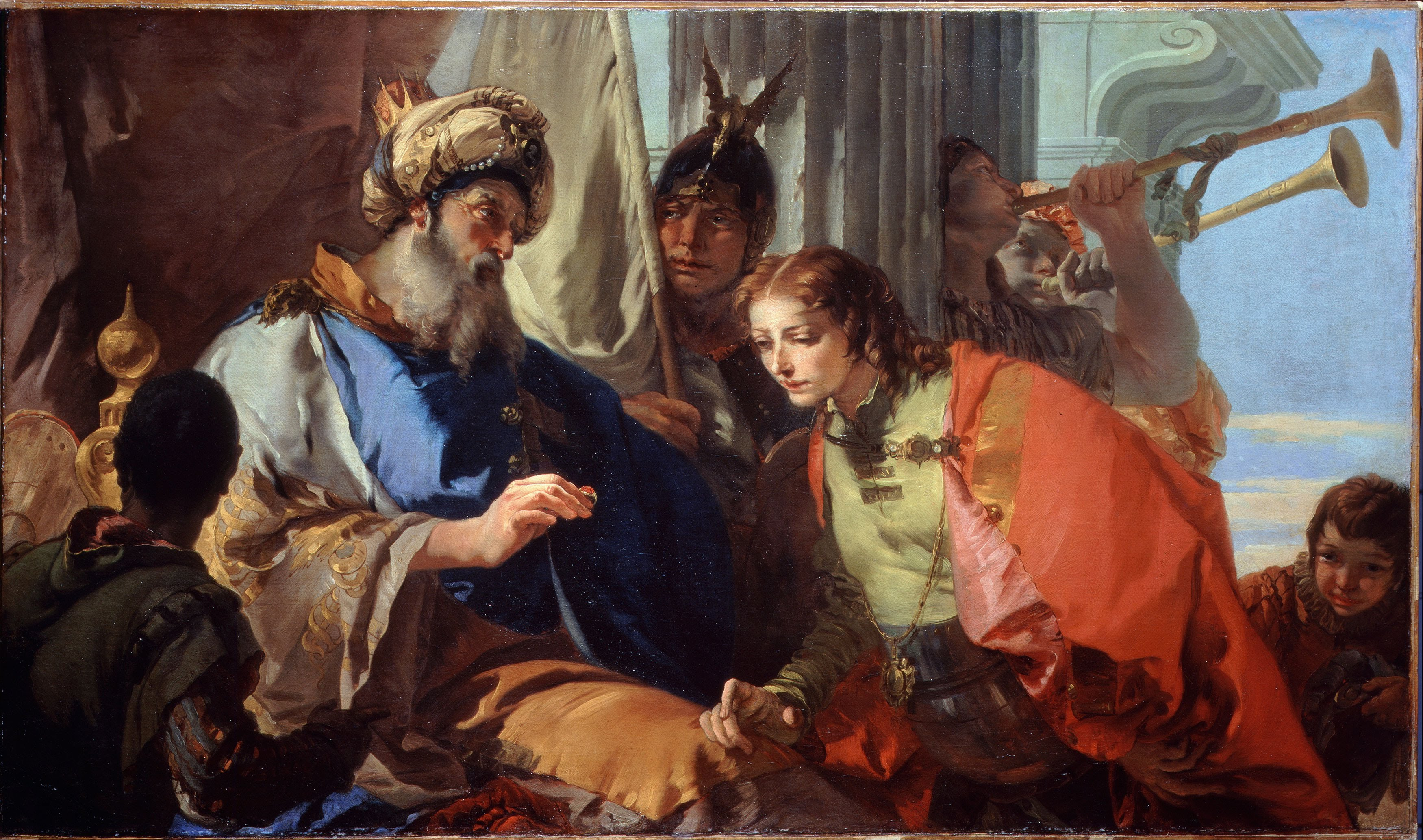
Joseph recevant l'anneau de Pharaon Giambattista Tiepolo, 1732-1735 Dulwich Picture Gallery, Londres

## Filmographie

### Cinéma
- 1994 : Le film égyptien L'Émigré, de Youssef Chahine est une adaptation cinématographique de ce récit biblique.
- 1995 : Joseph, téléfilm américain réalisé par Roger Young.

### Télévision
- 2000 : Au commencement... de Kevin Connor interprété par Eddie Cibrian.
- 2008: "Prophète Joseph" est une mini-série iranienne, qui raconte l'histoire du prophète Yusuf (ou Joseph) conformément à la tradition islamique.

### Vidéo
- Joseph, le roi des rêves (2000), long-métrage américain des studios Dreamworks retraçant la vie de Joseph, réalisé par Rob LaDuca et Robert C. Ramirez. Il rassemble la même équipe que celle qui avait réalisé Le Prince d'Égypte (1998) autre long-métrage s'inspirant de la vie de Moïse.

### Judaïsme et christianisme
- Christoph Uehlinger, « Genèse 37-50 : Le « roman » de Joseph », dans Thomas Römer, Jean-Daniel Macchi et Christophe Nihan (dir.), Introduction à l'Ancien Testament, Labor et Fides, 2009  (ISBN 978-2-8309-1368-2), p. 239-255
- André Wénin, Joseph ou l’invention de la fraternité. Lecture narrative et anthropologique de Genèse 37–50, coll. « Le livre et le rouleau » no 21, Bruxelles, Lessius, 2005, 352 p.
- (en) D.B. Redford, A Study of the Biblical Story of Joseph (Genesis 37–50) (Supplements to Vetus Testamentum, 70), Leiden, 1970.
- Jozef Vergote, Joseph en Égypte : Genèse chap. 37‐50 à la lumière des études égyptologiques récentes, Publications universitaires, 1959, 219 p.

### Islam
- Mohammad Ali Amir-Moezzi (dir.) et Guillaume Dye (dir.), Le Coran des historiens, vol. 2a : Commentaire et analyse du texte coranique. Sourates 1 à 26, éditions du Cerf, 2019 (ISBN 978-2204-13551-1, lire en ligne), « Sourate 12 : Yusuf (Joseph) », p. 509-554.
- Jean-Louis Déclais, article « Joseph » dans M. Ali Amir-Moezzi (dir.) Dictionnaire du Coran, éd. Robert Laffont, 2007, p. 452-454.
- (en) Marc S. Bernstein, Stories of Joseph: Narrative Migrations between Judaism and Islam, Wayne State University Press, 2009 (ISBN 978-0-8143-4095-0).
- Abdel Haleem, « The story of Joseph in the Qur'an and the old testament », Islam and Christian–Muslim Relations, vol. 1, no 2,‎ 1990, p. 171–191 (ISSN 0959-6410).